# Don Camillo (pel·lícula de 1983)
Don Camillo és una pel·lícula italiana dirigida, interpretada i produïda per Terence Hill, estrenada l'any 1984, nova adaptació de les aventures de don Camillo, portades a la pantalla per primera vegada l'any 1952 amb El petit món de don Camillo. Ha estat doblada al català.

## Argument
La vida de la ciutat de Pomponesco en la Província de Màntua (encara que les novel·les de Guareschi i les pel·lícules que havien estat rodades anteriorment tenen lloc a Brescello a Emília-Romanya), marcades per la rivalitat entre l'alcalde comunista Peppone i el capellà Don Camillo.

## Repartiment
- Terence Hill: Don Camillo
- Colin Blakely: Peppone
- Mimsy Farmer: Jo Magro
- Andy Luotto: Smilzo
- Joseph Ragno: Brusco
- Jennifer Hingel: Lilly
- Ross Hill: Magrino
- Franco Diogene: Binella
- Bianca Doria